# Mallinella cinctipes
Mallinella cinctipes är en spindelart som först beskrevs av Simon 1893.  Mallinella cinctipes ingår i släktet Mallinella och familjen Zodariidae. Inga underarter finns listade i Catalogue of Life.